# Дежли (Квебек)
Дежли (фр. Dégelis) је град у Канади у покрајини Квебек. Према резултатима пописа 2011. у граду је живело 3.051 становника.

## Становништво
Према резултатима пописа становништва из 2011. у граду је живело 3.051 становника, што је за 4,9% мање у односу на попис из 2006. када је регистровано 3.209 житеља.
| 2006. | 2011. |
| ----- | ----- |
| 3.209 | 3.051 |